# Bisbat de Menorca

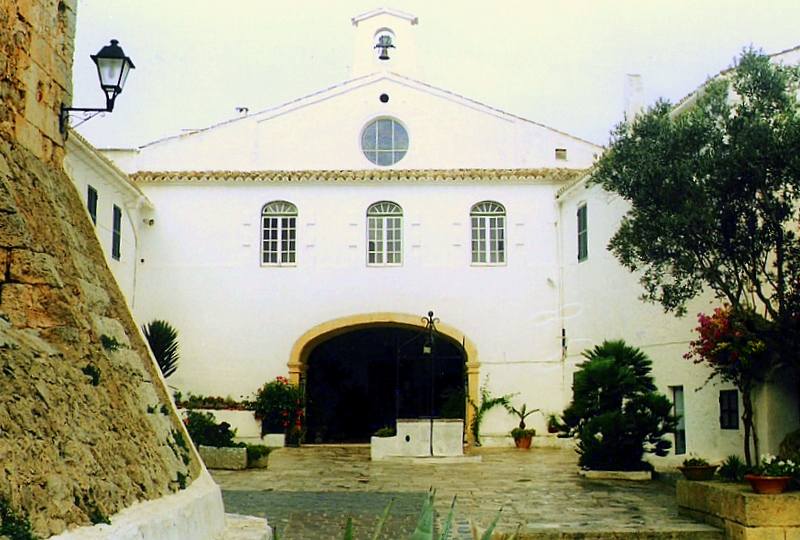
El santuari de la Mare de Déu del Toro, patrona de l'illa i de la diòcesi de Menorca.

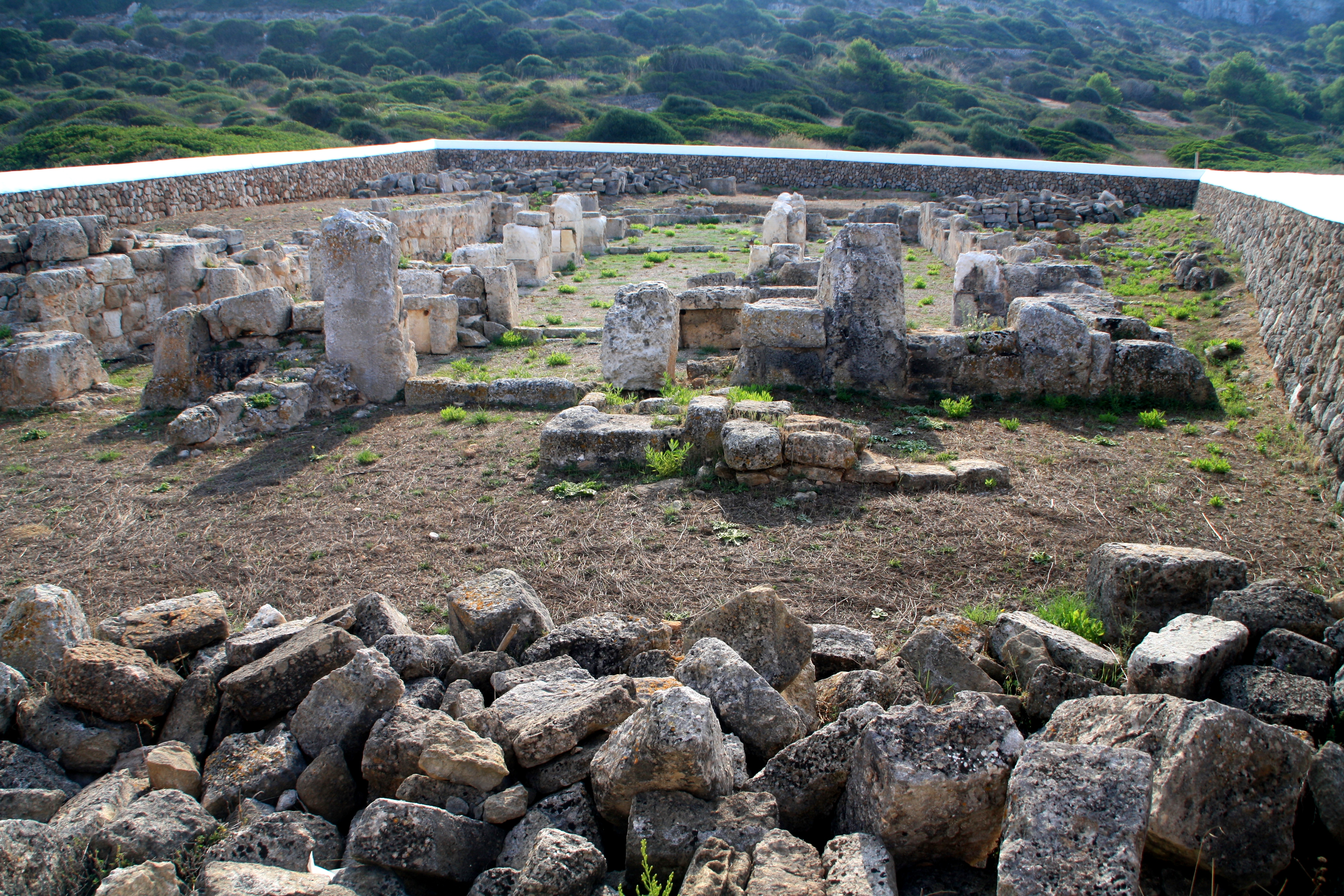
Restes de la basílica paleocristiana de Son Bou.

El bisbat de Menorca és una demarcació de l'església catòlica a les Illes Balears. Comprèn tota l'illa de Menorca, amb seu a Ciutadella.
La diòcesi és dividida en tres arxiprestats: el de Ciutadella (amb quatre parròquies: la catedral, Sant Francesc d'Assís, Sant Esteve i Sant Bartomeu de Ferreries), el de Maó (amb set parròquies: Santa Maria, el Carme, Sant Francesc d'Assís i la Immaculada Concepció de Maó, el Roser des Castell, Sant Lluís i Sant Climent) i d'Alaior (amb cinc parròquies: Santa Eulàlia d'Alaior, Sant Martí des Mercadal, Sant Cristòfor, Sant Antoni de Fornells i Sant Joan dels Horts des Mercadal).

## Història
No tenim testimonis de l'arribada del cristianisme a Menorca, però les notícies històriques de principis del segle v ens mostren una presència cristiana ja molt arrelada a l'illa.
L'any 418, Sever, bisbe de Menorca, dirigia una carta encíclica a totes les esglésies donant a conèixer la conversió forçada dels jueus de Maó (Magona) esdevinguda arran de la violència exercida pels cristians, amb crema de la sinagoga, tal com confessa Sever. Tot això coincidint amb l'arribada a l'illa d'unes relíquies del protomàrtir sant Esteve. De la lectura d'aquest document es desprèn el vigor que ja aleshores tenia el cristianisme a l'illa. El bisbe residia a Jammona, ciutat situada a la costa occidental i que corresponia a l'actual Ciutadella. Consenci, a través de la seva correspondència amb sant Agustí, ens fa conèixer la seva presència temporal a l'illa i de les seves cartes es desprèn que l'Església de Menorca estava en relació amb la península hispànica i també amb l'Àfrica proconsular.
Pels escrits de Víctor de Vita coneixem un altre bisbe de Menorca en el segle v, Macari, que l'any 484, amb altres bisbes, va sofrir persecució i maltractaments a Cartago pels vàndals arrians. Durant els segles vi i vii Menorca es troba integrada en l'Imperi Romà d'Orient. Els descobriments arqueològics ho posen en relleu. A Menorca hi ha un dels conjunts més interessants de restes arqueològiques paleocristianes d'Espanya. Vet aquí les principals basíliques excavades:
- La de Son Bou, descoberta el 1951: de tres naus amb capçalera tripartita i una pica baptismal monolítica, tallada en forma de creu lobulada, que possiblement fou importada d'orient.
- La des Fornàs de Torelló, descoberta el 1957: conté un esplèndid mosaic pavimental i restes d'un petit baptisteri.
- La de s'illa del Rei, descoberta en el segle xix, però que no fou reconeguda com a tal fins al descobriment de l'anterior, amb la qual té moltes semblances.
- La des cap des Port, prop de Fornells, que forma un ampli conjunt d'eficiacions: conserva restes d'una cripta en forma de creu, indici quasi segur d'un culte martirial, encara que pot no tractar-se d'un màrtir local, sinó de la veneració de relíquies importades. Aquest ampli complex, que va sofrir diverses modificacions, pot relacionar-se amb una llarga presència de comerciants grecs.

Des del segle viii al X, Menorca es troba en una situació d'abandó i bastant despoblada, a causa de la invasió normanda i les primeres incursions musulmanes. A principis del segle x les Balears foren conquistades ja d'una manera efectiva pel califat de Còrdova i en el segle xi formaren part de la taifa de Dènia.Hi ha constància que, en aquell temps, hi havia mossàrabs a l'arxipèlag. Entre els anys 1114 i 1115 una armada conjunta de pisans i catalans es va apoderar per poc temps d'aquestes illes. Poc després s'hi feren presents els almoràvids i que foren suplantats pels almohades el 1203. Aleshores, la presència cristiana a Menorca es va reduir a captius i a comerciant.

### Conquesta catalana
L'any 1229 Menorca fou feta tributària per Jaume I. El 1287 la va conquistar Alfons el Franc i va ser repoblada per persones procedents de Mallorca i de la Catalunya oriental. A partir de llavors es maldà dotar l'illa d'estructures eclesiàstiques. El monarca establí l'església major de Ciutadella, una altra església en el castell de Maó i una capella a la fortalesa de Santa Àgata. Es van assenyalar els primers districtes parroquials; es mencionen en els documents les parròquies rurals d'Artruix, Alinzell, Fornells, Sitllata, Tricampos i Torxella. També s'anomenen els convents de franciscans, de mercedaris i de monges clarisses, així com el santuari de la Mare de Déu del Toro.
En el 1295, el papa Bonifaci VIII annexionà l'illa al Bisbat de Mallorca. El 1301 el rei Jaume II de Mallorca, mitjançant un document anomenat el Paritage, hi va estructurar set parròquies: Santa Maria de Ciutadella, Sant Joan d'Artruix, Sant Bartomeu de Ferreries, Santa Creu de Lloriac, Santa Eulàlia d'Alaior, Sant Llorenç de Binixems i Santa Maria de Maó, junt amb algunes altres esglésies filials.
Durant els cinc segles en què les illes de Mallorca i Menorca foren un sol bisbat, en molts d'aspectes es manifesta un notable floriment. El clergat era nombrós i no hi mancaren eclesiàstics de prestigi. Els convents arribaren a ser nou i les confraries i germandats van aconseguir un gran desenvolupament. El problema més fort era el perill d'incursions enemigues, i s'han de posar en relleu els assalts barbarescs i turcs a Maó el 1535 i a Ciutadella 1558. Durant el segle xviii es van produir cinc canvis de domini, amb efectes negatius per a les institucions eclesiàstiques.

### Edat Contemporània
El 23 de juliol del 1795, el papa Pius VI firmava la butlla per la qual es restablia el Bisbat de Menorca. El primer bisbe fou Antoni Vila i Camps (1797-1802). Li succeí el bisbe Pedro Antonio Juano (1802-1814), el qual es va esforçar en la formació del clergat i en la creació de noves parròquies i vicaries, i també va assegurar una absoluta castellanització del bisbat.
El segle xix va estar marcat per constants enfrontaments polítics i lluites civils que van influir notablement en la vida de l'Església. L'exclaustració dels frares va perjudicar la religiositat del poble. El bisbe Díaz Merino (1832-1884) va morir desterrat a Marsella, mentre a Menorca va romandre confinat durant nou anys l'arquebisbe de Santiago de Compostel·la. A mitjan segle es difonien doctrines no catòliques i creixia la propaganda antireligiosa.
El bisbe Mateu Jaume, el 1858, va fundar el Seminari diocesà. En temps del bisbe Manuel Mercader (1876-1890) es van fer grans esforços per tal d'aturar el procés de descristianització, fundant escoles catòliques i incrementant la tasca asistencial de l'Església. El 1899 es va construir a Ciutadella el col·legi Salesià, que havia de contribuir notablement en la formació cristiana de la joventut.
Joan Torres Ribas és el bisbe que ha regit durant més temps la diòcesi de Menorca (1902-1939). Va ser un pastor bondadós, intel·ligent i molt caritatiu. Va afrontar amb lucidesa els problemes religiosos i socials que es manifesten a l'illa. Va obtenir alguns resultats favorables, però no li va ser possible aturar el procés de descristianització. Durant la persecució religiosa dels 1936, quaranta preveres menorquins van ser immolats, oferint la seva vida com a preciós testimoni de fe. El bisbe, cec i malalt, va morir desposseït de tot, a l'Hospital Municipal, el 6 de gener del 1939.

## Episcopologi
D'història molt poc documentada, de la primera etapa del bisbat només ens han arribat els noms del bisbes següents:
- Sever (418)
- Macari (484)

L'any 1295, l'illa de Menorca és annexada al Bisbat de Mallorca posteriorment el 23 de juliol del 1795, es restablí del Bisbat de Menorca.
- Antoni Vila i Camps (1798 – 1802)
  - Bartomeu Taltavull (1801 – 1802, canonge a càrrec del govern de la diòcesi)
- Pedro Antonio Juano (1802 – 1814)
- Jaume Creus i Martí (1815 – 1820)
- Antoni Ceruelo Sanz (1824 – 1830)
- Juan Antonio Díaz Merino (1831 – 1844)
- Tomás de Roda Rodríguez (1853 – 1857)
- Mateu Jaume i Garau (1858 – 1875)
- Manuel Mercader i Arroyo (1876 – 1890)
- Joan Comes i Vidal (1890 – 1896)
- Salvador Castellote i Pinazo (1896 – 1902)
- Joan Torres Ribas (1902 – 1939)
  - Antoni Cardona i Riera (1928 – 1935, bisbe coadjutor)
- Bartomeu Pascual Marroig (1939 – 1967) (bisbe coadjutor 1936 – 1939, no pogué pendre possessió)
- Rafael Álvarez Lara, bisbe de Mallorca, administrador apostòlic (1966 – 1969)
- Miquel Moncadas i Noguera (1969 – 1977)
- Antoni Deig i Clotet (1977 – 1990)
- Manuel Ureña Pastor, bisbe d'Eivissa, administrador apostòlic (1990 – 1991)
- Francesc Xavier Ciuraneta i Aymí (1991 – 1999)
- Jesús Murgui Soriano, bisbe auxiliar de València, administrador apostòlic (1999 – 2001)
- Joan Piris i Frígola (2001 – 2008)
- Salvador Giménez Valls (2009 – 2015)
- Francesc Simó Conesa Ferrer (2016-2022)
- Gerard Villalonga i Hellín (2023-)

## Estadístiques
A finals del 2004, la diòcesi tenia 76.000 batejats sobre una població de 81.288 persones, equivalent al 93,5% del total.
| any  | població | població | població | sacerdots | sacerdots       | sacerdots       | sacerdots             | diaques | religiosos | religiosos | parroquies |
| ---- | -------- | -------- | -------- | --------- | --------------- | --------------- | --------------------- | ------- | ---------- | ---------- | ---------- |
| any  | batejats | total    | %        | total     | clergat secular | clergat regular | batejats por sacerdot | diaques | homes      | dones      |            |
| 1950 | 45.600   | 46.130   | 98,9     | 54        | 49              | 5               | 844                   |         | 20         | 205        | 14         |
| 1970 | 47.422   | 47.782   | 99,2     | 64        | 57              | 7               | 740                   |         | 19         | 155        | 18         |
| 1980 | 55.690   | 56.125   | 99,2     | 60        | 55              | 5               | 928                   |         | 14         | 122        | 20         |
| 1990 | 67.100   | 69.119   | 97,1     | 53        | 48              | 5               | 1.266                 |         | 16         | 99         | 19         |
| 1999 | 69.800   | 71.131   | 98,1     | 53        | 47              | 6               | 1.316                 |         | 13         | 93         | 19         |
| 2000 | 69.400   | 70.713   | 98,1     | 52        | 47              | 5               | 1.334                 |         | 13         | 85         | 19         |
| 2001 | 70.096   | 70.778   | 99,0     | 50        | 45              | 5               | 1.401                 |         | 13         | 77         | 19         |
| 2002 | 69.721   | 71.231   | 97,9     | 49        | 42              | 7               | 1.422                 |         | 15         | 81         | 19         |
| 2003 | 76.590   | 78.796   | 97,2     | 47        | 42              | 5               | 1.629                 |         | 10         | 80         | 19         |
| 2004 | 76.000   | 81.288   | 93,5     | 47        | 42              | 5               | 1.617                 |         | 10         | 78         | 19         |